# Pysoń smukły
Pysoń smukły (Spicara smaris) – gatunek ryby z rodziny śródkolcowatych (Centracanthidae).

## Występowanie
Północny Atlantyk od Wysp Kanaryjskich i Maroko do Zat. Biskajskiej, Morze Śródziemne i Morze Czarne. 
Ryba ławicowa żyjąca przy dnie, na łąkach trawy morskiej i nad dnem mulistym do głębokości 100 m.

## Opis
Dorasta maksymalnie samice do 15 cm, a samce do 20 cm. Ciało wydłużone. Głowa równomiernie odpadająca w kierunku pysku. Łuski wzdłuż w linii bocznej od 80 – 94. Uzębienie w postaci drobnych zębów, szczęki daleko wysuwalne. Płetwa grzbietowa długa, niepodzielona, podparta 11 twardymi promieniami i 11 – 12 miękkimi promieniami. Płetwa odbytowa podparta 3 twardymi  i 8 – 10  miękkimi promieniami. Płetwa piersiowa, długie i spiczaste. Płetwy brzuszne silne. Płetwa ogonowa wcięta.
Ubarwienie w zależności od wieku, płci i pór roku odmienne. Grzbiet zazwyczaj niebiesko- lub brązowoszary, brzuch srebrzysty. Na bokach niebieskawe cętki ułożone w pasma. Płetwy żółte lub szare. Pośrodku boków prostokątna plama.

## Odżywianie
Odżywia się drobnymi organizmami żyjącymi na dnie.

## Rozród
Tarło odbywa się w końcu okresu  zimowego. W tym okresie tworzy duże stada.